# Bolognese (hund)
 For alternative betydninger, se Bolognese. (Se også artikler, som begynder med Bolognese)
Bolognese (FCI #196) er en lille selskabshund som stammer fra Bologna i Italien. Den er venlig og knytter sig tæt til sine ejere. Den er nært beslægtet malteser og kan i tillæg regnes som en af stamfædrene til bichon havanais, sammen med bichon frisé. I Skandinavien kom de første hundene til Sverige i 1988.